# Arnoldo di Nimega
Arnoldo di Nimega, noto anche come Aert Ortkens, Aert van Hort, Arnoud van Nijmegen, Arnt van Ort van Nijmegen, Arnoult de Nimègue, Arnouldt de la Pointe (Nimega, 1475 – Anversa, 1536), è stato un artista e vetraio olandese naturalizzato francese.

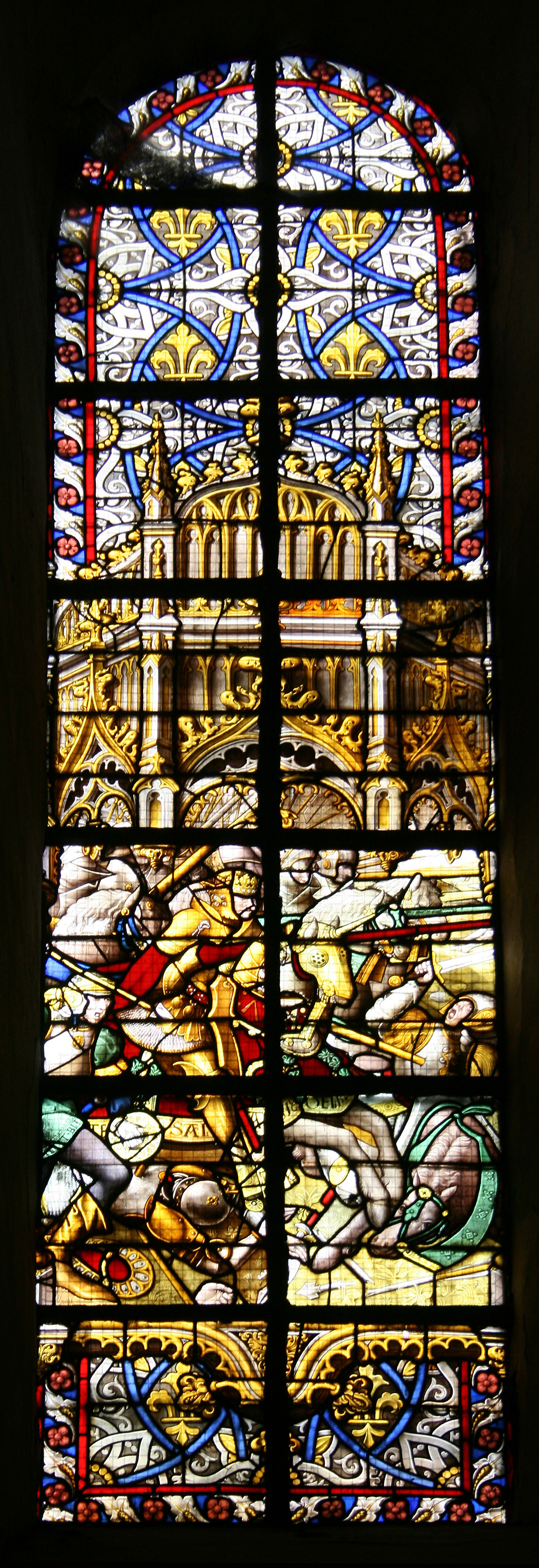
Una delle finestre della cattedrale di Tournai che mostra la scena di una battaglia con elementi di architettura tardogotica

Fu un disegnatore di vetrate che lavorò sia nell'odierno Belgio che in Francia durante il periodo rinascimentale, influenzando i laboratori vetrai della Normandia. Il suo lavoro è una serie di vetrate a soggetti storici della cattedrale di Tournai in Belgio. Le sue opere sono note per la maestria nell'esecuzione, per la brillantezza dei colori, per i ricchi drappeggi degli abiti e per gli sfondi architettonici. Venne lodato già nella sua epoca da scrittori come Noviomagus (1522) e Francesco Guicciardini (pubbl. 1567).

## Opere

### Prime opere
Le prime opere di Arnoldo di Nimega si trovano in Gheldria, negli attuali Paesi Bassi, e consistono in due cicli di finestre nei transetti della cattedrale di Tournai con episodi storici della città. Un ciclo rappresenta una serie di eventi che ebbero luogo nel VI secolo e che portarono la cattedrale di Tournai ad ottenere il diritto di raccogliere tasse e dazi. Gli episodi narrati nella parte bassa delle finestre mostrano la sconfitta di re Chilperico I da parte di suo fratello Sigeberto I, la protezione concessa a Chilperico da parte del vescovo di Tournai e il complotto ordito dalla moglie di Chilperico, Fredegonda per assassinare Sigeberto I. La parte alta mostra vari aspetti della raccolta delle tasse da parte del clero della cattedrale di Torunai. 
Il secondo ciclo narra di come la città, annessa ad un certo punto alla diocesi di Noyon, ottenne il favore di papa Eugenio III per l'influenza di Bernardo di Chiaravalle e riottenne i propri diritti.
Lo stile di queste finestre è gotico e fortemente influenzato dalle opere del pittore olandese contemporaneo Jan van Eyck. Questa influenza si vede in particolar modo nella proporzione delle figure rappresentate con piccole teste e corpi allungati, e nell'elaborato drappeggio delle vesti. Lo stile ha inoltre molto in comune con gli arazzi prodotti nelle manifatture di Tournai.

### Ultime opere
Nel 1502 Arnoldo si portò a Rouen, in Francia, dove subì la forte influenza dei maestri vetrai della Normandia. Le finestre da lui prodotte in questo periodo sono generalmente firmate "Arnouldt de la Pointe". La sua opera combinava l'iconografia medievale con il naturalismo delle Fiandre del XV secolo insieme a motivi architettonici tipici del rinascimento italiano, nonché dell'influenza degli stampatori del rinascimento nordico come Albrecht Dürer, che gli fece visita nel 1521. Nel 1513, fece ritorno ad Anversa dove venne ammesso alla Gilda di San Luca, ma continuò a mantenere contatti coi suoi allievi in Normandia, fornendo loro cartoni per diverse finestre in Francia per molti anni.
Tra gli esempi di sue opere di questo periodo si include un grande Albero di Jesse su una vetrata della chiesa di San Gottardo di Rouen (1506); un Martirio di Santo Stefano nella chiesa di san Romano di Rouen e una raffigurazione delle Tre Marie, eseguita ad Anversa del 1526 per la chiesa di Notre-Dame di Louviers.
Altre vetrate realizzate da Arnoldo si trovano in Inghilterra nella cattedrale di Wells; nella cattedrale di Lichfield, Transito della Vergine e Fontana della Misericordia; nella cattedrale di York. Le vetrate realizzate per il Monastero delle Carmelitane di Anversa, vennero smontate durante la secolarizzazione, attualmente l'Albero di Jesse, si trova nella chiesa di San Giorgio di Hannover Square a Londra. 
Il Victoria and Albert Museum possiede tre pannelli raffiguranti scene tratte dalla Vita di san Pietro. I pannelli sono sezioni di una finestra proveniente da una chiesa di Rouen. 
Il Metropolitan Museum of Art possiede due tondi che mostrano la testa di Cristo e di san Giovanni Battista.

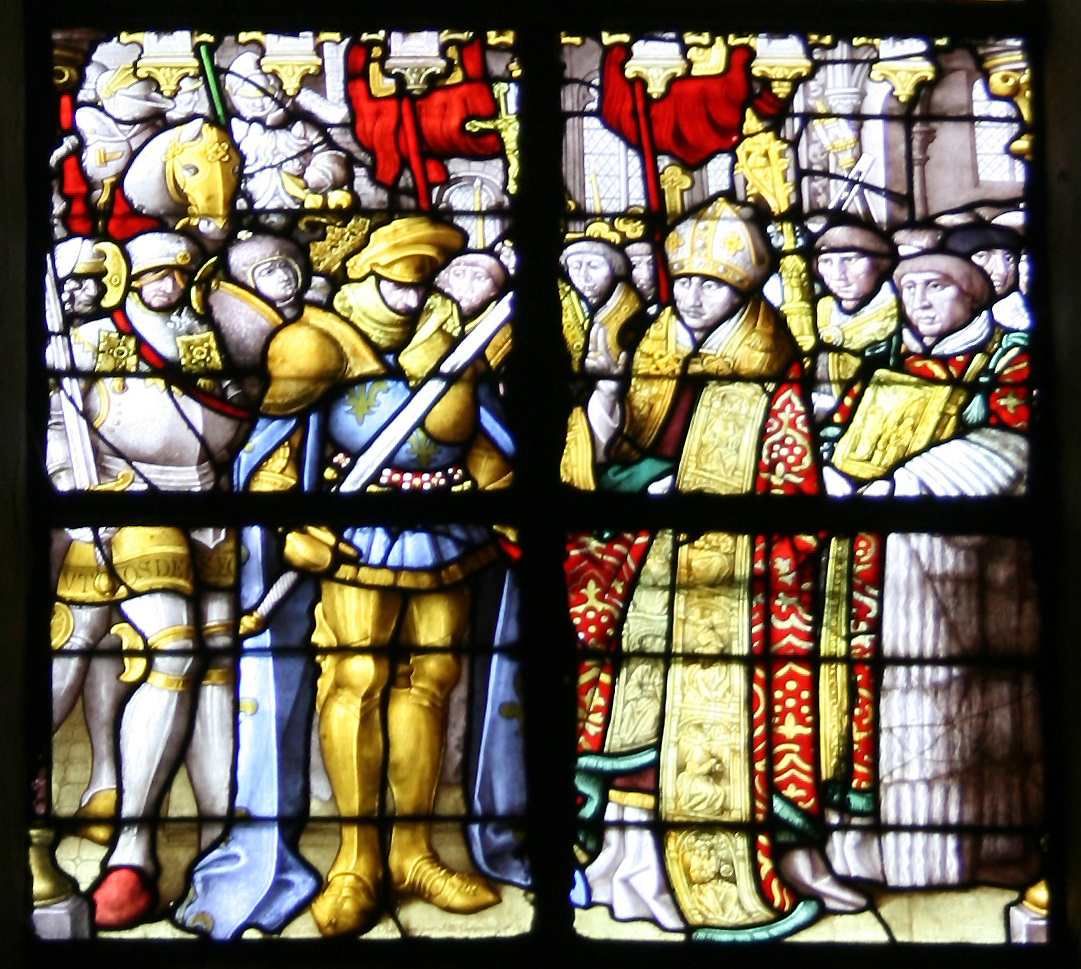
Re Chilperico riceve la benedizione dal vescovo di Tournai.
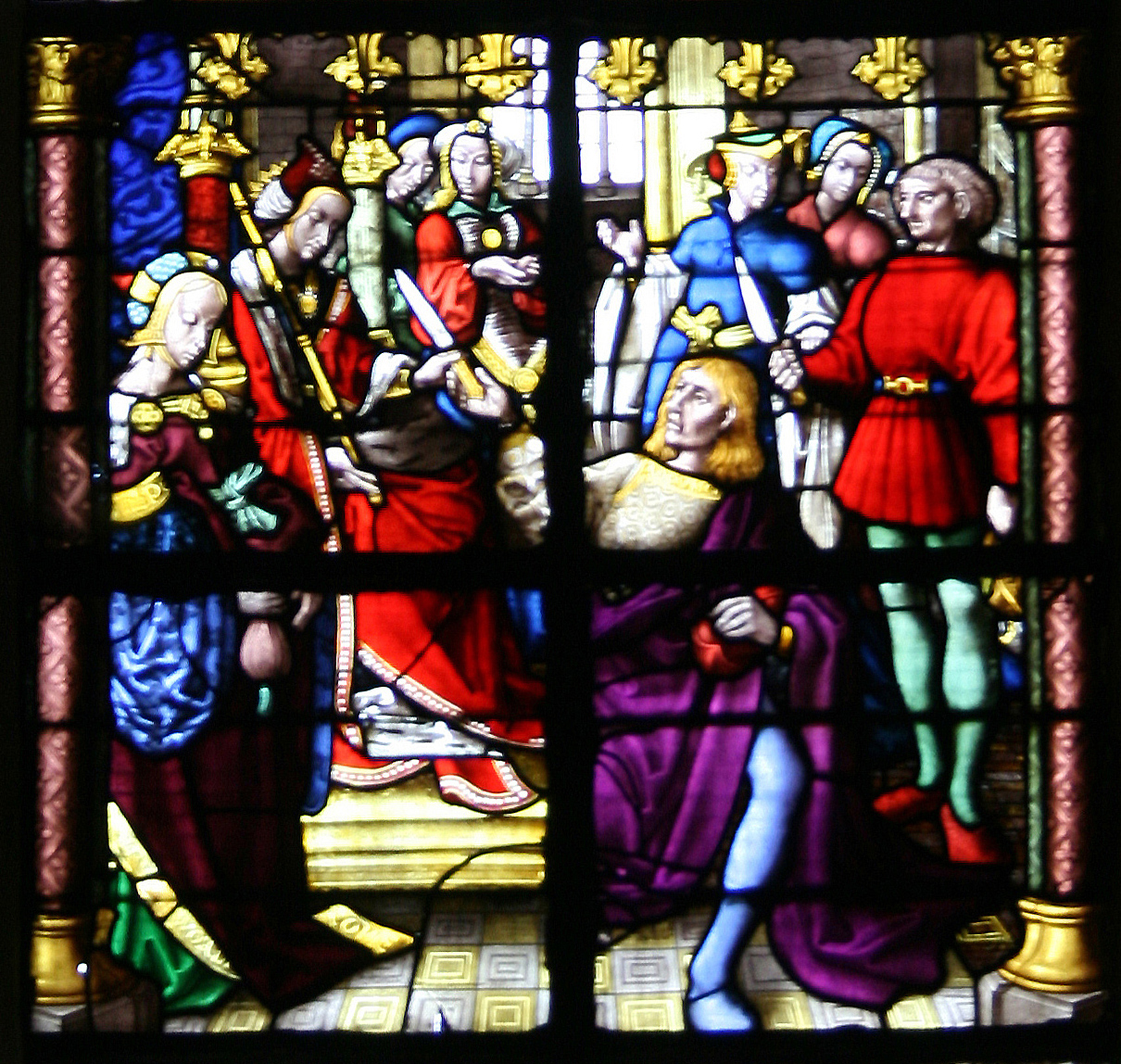
La regina Fredegonda assume degli assassini.
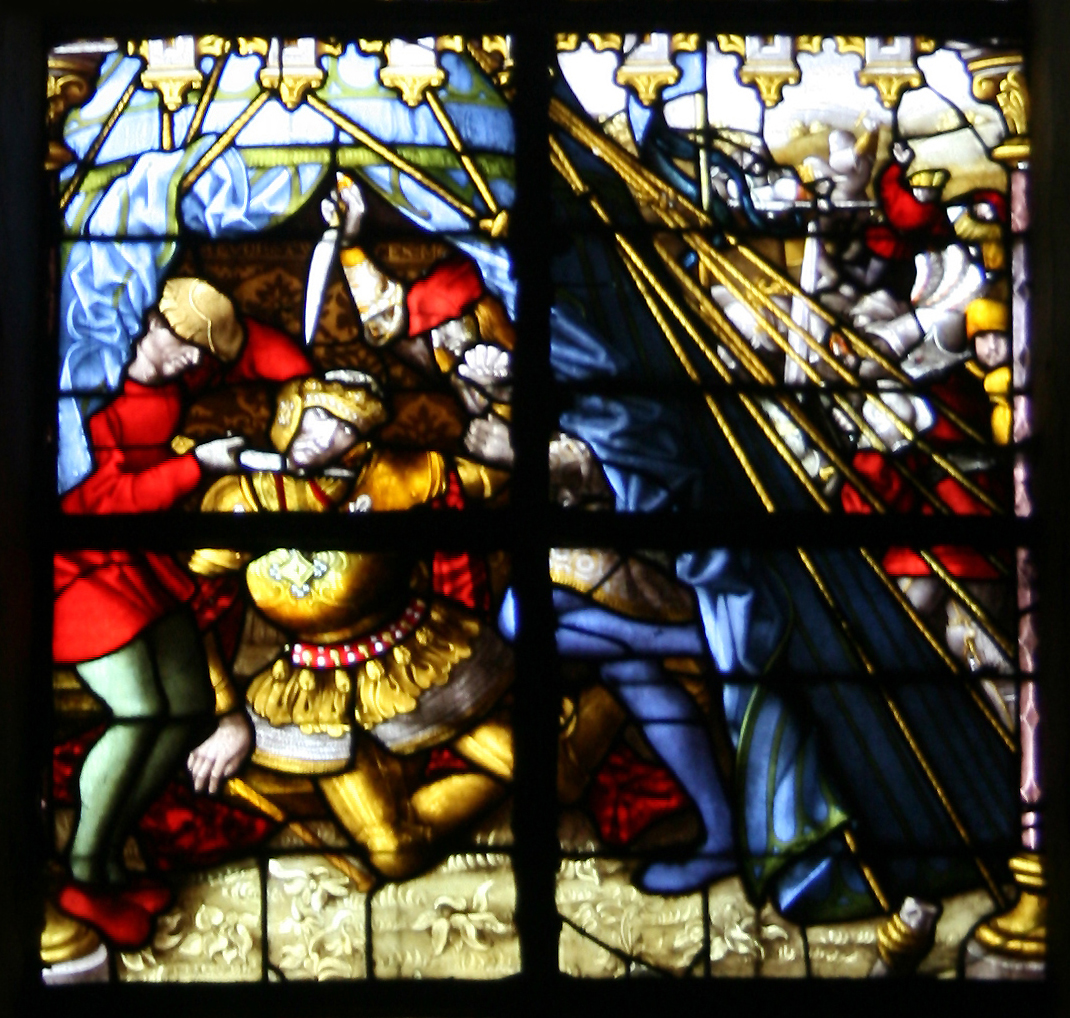
Il regicidio di re Sigeberto I.
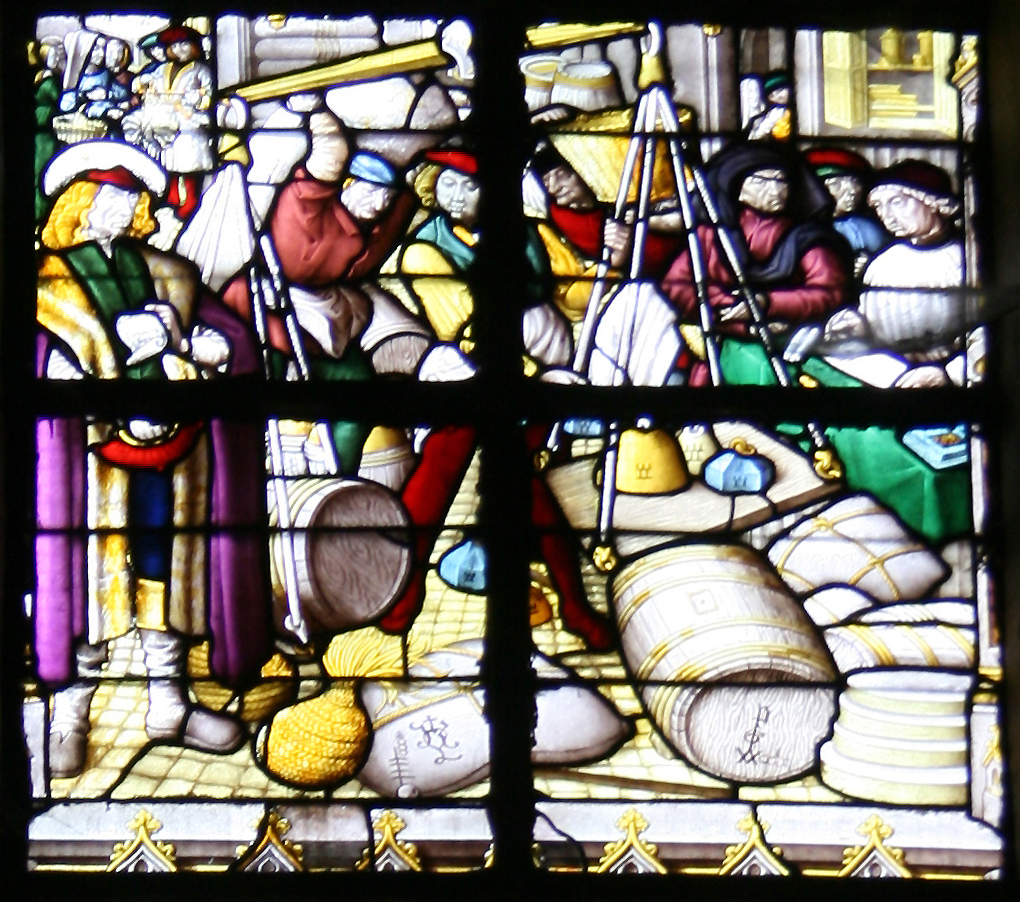
Tassazione dei beni di un mercante.